# Oberleitungsbus Marburg
Oberleitungsbus Marburg ist der Name eines ehemaligen und eines zukünftigen Oberleitungsbus-Betriebs in der hessischen Universitätsstadt Marburg. Erstmals bestand ein solcher Betrieb von 1951 bis 1968. Elektrisch betrieben wurde damals nur die 4,1 Kilometer lange Linie 1, sie verband den Marburger Hauptbahnhof mit dem Marburger Südbahnhof.
Die Stadtwerke Marburg planen ein neues Batterie-Oberleitungsbus-Netz nach Solinger Vorbild bis 2031 (siehe Abschnitt „Neues Netz“).

## Ehemaliger Betrieb 1951–68
| Streckenlänge: | 4,10 km    |                                   |                                   |
| Stromsystem: | 600 Volt = |                                   |                                   |
| |            |                                   |                                   |
| \| \| 0,00 \| Hauptbahnhof \| Hauptbahnhof \| \| \| \| Hauptpost \| \| \| \| \| Elisabethkirche \| \| \| \| \| Behördenhaus \| \| \| \| \| Museum \| \| \| \| \| Rudolphsplatz \| \| \| \| \| Stadtsäle \| \| \| \| \| Philippshaus \| \| \| \| \| Wilhelmsplatz \| \| \| \| \| Schückingstraße \| \| \| \| \| Gisselberger Straße \| \| \| \| \| Depot Gisselberger Straße \| \| \| \| \| Schützenpfuhlbrücke über die Lahn \| \| \| \| 4,10 \| Südbahnhof \| Südbahnhof \| |            |                                   |                                   |
| U-Bahn-Kopfbahnhof Streckenanfang (Strecke außer Betrieb) | 0,00       | Hauptbahnhof                      | Hauptbahnhof                      |
| U-Bahn-Haltepunkt / Haltestelle (Strecke außer Betrieb) |            | Hauptpost                         | Hauptpost                         |
| U-Bahn-Haltepunkt / Haltestelle (Strecke außer Betrieb) |            | Elisabethkirche                   | Elisabethkirche                   |
| U-Bahn-Haltepunkt / Haltestelle (Strecke außer Betrieb) |            | Behördenhaus                      | Behördenhaus                      |
| U-Bahn-Haltepunkt / Haltestelle (Strecke außer Betrieb) |            | Museum                            | Museum                            |
| U-Bahn-Haltepunkt / Haltestelle (Strecke außer Betrieb) |            | Rudolphsplatz                     | Rudolphsplatz                     |
| U-Bahn-Haltepunkt / Haltestelle (Strecke außer Betrieb) |            | Stadtsäle                         | Stadtsäle                         |
| U-Bahn-Haltepunkt / Haltestelle (Strecke außer Betrieb) |            | Philippshaus                      | Philippshaus                      |
| U-Bahn-Haltepunkt / Haltestelle (Strecke außer Betrieb) |            | Wilhelmsplatz                     | Wilhelmsplatz                     |
| U-Bahn-Haltepunkt / Haltestelle (Strecke außer Betrieb) |            | Schückingstraße                   | Schückingstraße                   |
| U-Bahn-Haltepunkt / Haltestelle (Strecke außer Betrieb) |            | Gisselberger Straße               | Gisselberger Straße               |
| U-Bahn-Betriebs-/Güterbahnhof Streckenanfang und quer (Strecke außer Betrieb) · U-Bahn-Abzweig geradeaus, nach rechts und von rechts (Strecke außer Betrieb) |            | Depot Gisselberger Straße         | Depot Gisselberger Straße         |
| U-Bahn-Brücke über Wasserlauf (Strecke außer Betrieb) |            | Schützenpfuhlbrücke über die Lahn | Schützenpfuhlbrücke über die Lahn |
| U-Bahn-Kopfbahnhof Streckenende (Strecke außer Betrieb) | 4,10       | Südbahnhof                        | Südbahnhof                        |

### Geschichte und Strecke
Die Oberleitungsbusse, die von dem Stadtwerken Marburg betrieben wurden, fuhren zum Großteil auf derselben Strecke wie die Straßenbahn Marburg, diese verkehrte zum letzten Mal zwei Tage vor Aufnahme des Obus-Betriebs am 19. Mai 1951. Davon abweichend, wurde statt der Straße Pilgrimstein am Fuß des Schlossberges ein neuer, um 460 Meter längerer, Linienweg über die Deutschhaus- und die Biegenstraße gewählt. Auf diese Weise konnten die dortigen Kliniken und Wohnviertel sowie zwei Schulen besser erschlossen werden. Dennoch waren die O-Busse schneller als die Straßenbahn, sie benötigten für die Gesamtstrecke nur noch 14 statt 17 Minuten. Möglich wurde dies in erster Linie durch die durchgehend zweispurige Obus-Fahrleitung, das Abwarten von Gegenkursen wie bei der Straßenbahn entfiel. Der Straßenbahnbetriebshof an der Gisselberger Straße wurde hingegen – mit geringfügigen Umbauten für den Oberleitungsbusbetrieb – weiterhin genutzt.
Nach 17 Jahren endete der Obus-Betrieb in Marburg am 5. Oktober 1968, die Linie 1 wurde komplett auf Dieselbusse umgestellt. Der beginnende Bau der Stadtautobahn (Bundesstraße 3), die aufgrund der Topografie Marburgs mitten durch die Stadt führt, hätte bedeutende Umbauten an den Obus-Anlagen nötig gemacht. Zunächst verkehrte die Linie 1 weiter auf dem alten Obus-Linienweg vom Hauptbahnhof zum Südbahnhof. In den 1970er-Jahren wurde die ehemalige Obus-Linie dann über den Südbahnhof hinaus in den Neubau-Stadtteil Richtsberg verlängert. Auf dieser Strecke verkehrt die Linie 1 noch heute.

### Fahrzeugpark
Eine erste Serie von fünf einteiligen Fahrzeugen (Typ ÜHIIs) wurden als Anfangsausstattung bei der Waggonfabrik Uerdingen beschafft (Nummern 1 bis 5), 1956 folgten drei Fahrzeuge der Nachfolgebaureihe ÜHIIIs (Nummern 6 bis 8). Zur Bewältigung der steigenden Fahrgastzahlen wurden von den Henschel-Werken in Kassel 1961 die ersten Gelenkwagen des Typs HS 160 OSL-G angeschafft (Nummern 9 und 10). Kurz darauf sollten zwei weitere Wagen dieses Typs bestellt werden, jedoch beendete Henschel 1963 kurzfristig die Produktion von Oberleitungsbussen. Notgedrungen beschafften die Stadtwerke stattdessen alternativ zwei konventionelle Diesel-Gelenkbusse. Diese verkehrten fortan im Mischverkehr mit den Oberleitungsbussen auf der Linie 1.
Nach der Betriebseinstellung wurden die Solo-Obusse mit einer Ausnahme verschrottet, die beiden Gelenkwagen wurden an den Oberleitungsbus Kapfenberg in Österreich abgegeben. Dort standen sie noch bis 1980 beziehungsweise 1989 im Liniendienst. Wagen 6 wurde im Februar 1968 an den Campingplatz in Kernbach verkauft, später kam er zu den Omnibusfreunden Marburg (OFM), konnte dort jedoch wegen seines schlechten Zustands nicht instand gesetzt werden. 2001 gaben diese ihn an das Obus-Museum Solingen e. V. ab, dort wurde er im März 2008 ausgeschlachtet und zerlegt (als Ersatzteilspender für den typengleichen Solinger Wagen 59).

## Neues Netz
Im Zuge der angestrebten Umstellung von Antrieben auf umweltfreundlichere Lösungen wurde in Marburg die Planung eines neuen Oberleitungsbusnetzes als sogenannter „batteriebetriebener Oberleitungsbus“ (BOB) nach Solinger Vorbild aufgenommen, da aufgrund der starken Steigungen reine Batteriebusse für Marburg nicht sinnvoll erscheinen. Der Oberleitungsbus wird häufig als Kompromisslösung gegenüber einer Straßenbahn angesehen, die als Erweiterung aber weiterhin nicht ausgeschlossen ist.

### Planungsprozess
Bereits 2016 hatte das Bundesverkehrsministerium im Rahmen einer wissenschaftlichen Beratung zur Mobilitäts- und Kraftstoffstrategie die Teilstudie „Machbarkeitsstudie von HOBusverkehr in Deutschland – am Beispiel Marburg und Trier“ beauftragt. Deren Ergebnis war: ein BOB-Netz in Marburg ist möglich. Das Fraunhofer-Institut für System- und Innovationsforschung erstellte 2018 eine Machbarkeitsstudie, deren Umsetzung die Stadtverordnetenversammlung am 14. Dezember des gleichen Jahres einstimmig beschloss. Der Baubeginn war für 2023 geplant; die Inbetriebnahme für den Fahrplanwechsel 2024/25.[veraltet]
Für die Planfeststellung beauftragte die Stadt im Juli 2021 eine Bietergemeinschaft. Die Genehmigungsplanung verzögerte sich allerdings aus verschiedenen Gründen, sodass der Feststellungsbeschluss erst Ende 2024 erwartet wird. Bis zum Sommer 2023 wurde eine freiwillige Bürgerbeteiligung  und -information durchgeführt, im Herbst 2023 sollen die Genehmigungsunterlagen eingereicht werden. Im Regierungspräsidium sollen dann die planerischen Möglichkeiten geprüft werden. Mit einer vollständigen Inbetriebnahme wird zum Fahrplanwechsel 2030/2031 gerechnet.

### Strecke und Oberleitung
Im Gegensatz zum alten Netz soll in der Innenstadt teilweise auf die Oberleitung verzichtet werden und dort mit Batterien gefahren werden, während die Steigungen auf die Marburger Lahnberge mit Oberleitungen ausgestattet werden sollen. Insgesamt wird somit eine „Ringstrecke“ Innenstadt – Lahnberge – Innenstadt gebildet, wobei die Abschnitte vom Südbahnhof bis auf die Lahnberge (Zeppelinstraße, Großseelheimer Straße, Auf den Lahnbergen) und vom Waldtal bis auf die Lahnberge (Ginseldorfer Weg, Panoramastraße) (beide einspurig für Bergauffahrten) sowie um das Südviertel (Konrad-Adenauer-Brücke, Schwanallee, Universitätsstraße) und vom Hauptbahnhof bis zur Brücke über die Main-Weser-Bahn (Neue Kasseler Straße) mit Oberleitungen ausgestattet werden sollen.

### Kosten und Förderung
Die Kosten für die gesamte Infrastruktur, vor allem Ladestationen und Busse, sind auf rund 24 Millionen Euro kalkuliert. Stadt und Stadtwerke zahlen davon etwa 8,2 Millionen Euro, die restlichen 16 Millionen entfallen wohl auf den Bund, was allerdings möglicherweise nur im Zusammenhang mit einem Gesamt-Verkehrskonzept für die Stadt genehmigt werden könnte, das in Marburg allerdings auf der Kippe steht (Stand August 2023). Somit ist die Finanzierung zunächst noch unklar.
Die Stadt und Stadtwerke erhielten im Januar 2021 einen Förderbescheid u. a. zur Durchführung des Planfeststellungsverfahrens. Das Projekt „Planungs- und Untersuchungsleistungen zur Durchführung eines Planfeststellungsverfahrens zur Umstellung ausgewählter Buslinien auf einen Betrieb mit Batterie-Oberleitungsbussen (Hybrid-Oberleitungsbusse) in der Universitätsstadt Marburg“ wird im Rahmen der Umsetzung der Mobilitäts- und Kraftstoffstrategie der Bundesregierung (MKS) mit rund 1,5 Mio. Euro durch das Bundesministerium für Verkehr und digitale Infrastruktur gefördert.

### Fahrzeugpark
Ziel ist es, bis zu 36 Oberleitungsbusse mit Batterie-Zusatzantrieb zu beschaffen, die dann etwa die Hälfte des Stadtwerke-Fuhrparks ausmachen würden. Bei dieser Anzahl sind Optionen für elektrifizierte Stichstrecken, beispielsweise zum Richtsberg oder nach Ockershausen, bereits einkalkuliert.